# Cucq
Cucq är en kommun i departementet Pas-de-Calais i regionen Hauts-de-France i norra Frankrike. Kommunen ligger i kantonen Montreuil som tillhör arrondissementet Montreuil. År 2022 hade Cucq 5 165 invånare.

## Befolkningsutveckling
Antalet invånare i kommunen Cucq
| Referens: INSEE |